# 狩生鍾乳洞
狩生鍾乳洞（かりうしょうにゅうどう）は、大分県佐伯市狩生にある鍾乳洞。1934年（昭和9年）12月28日に国の天然記念物に指定されている。
この鍾乳洞は、1932年（昭和7年）に発見されたもので、発見時には、洞窟内からオオカミの完全な骨格が見つかっている。全長は約250～350mとされており、鍾乳石は、粘土分を多く含んでいるため、黄褐色をしている。洞内は整備されていないため、閉鎖されており、一般の人が立ち入ることはできない。
洞窟内の動物類が「狩生鍾乳洞内の動物」として1958年に大分県の天然記念物に指定されている。
JR九州日豊本線狩生駅から徒歩約20分の彦岳山麓にある。

## 狩生新鍾乳洞
近隣には、全長508mの狩生新鍾乳洞があり、1976年に大分県の天然記念物に指定されている。